# St. Pankratius (Dornstedt)

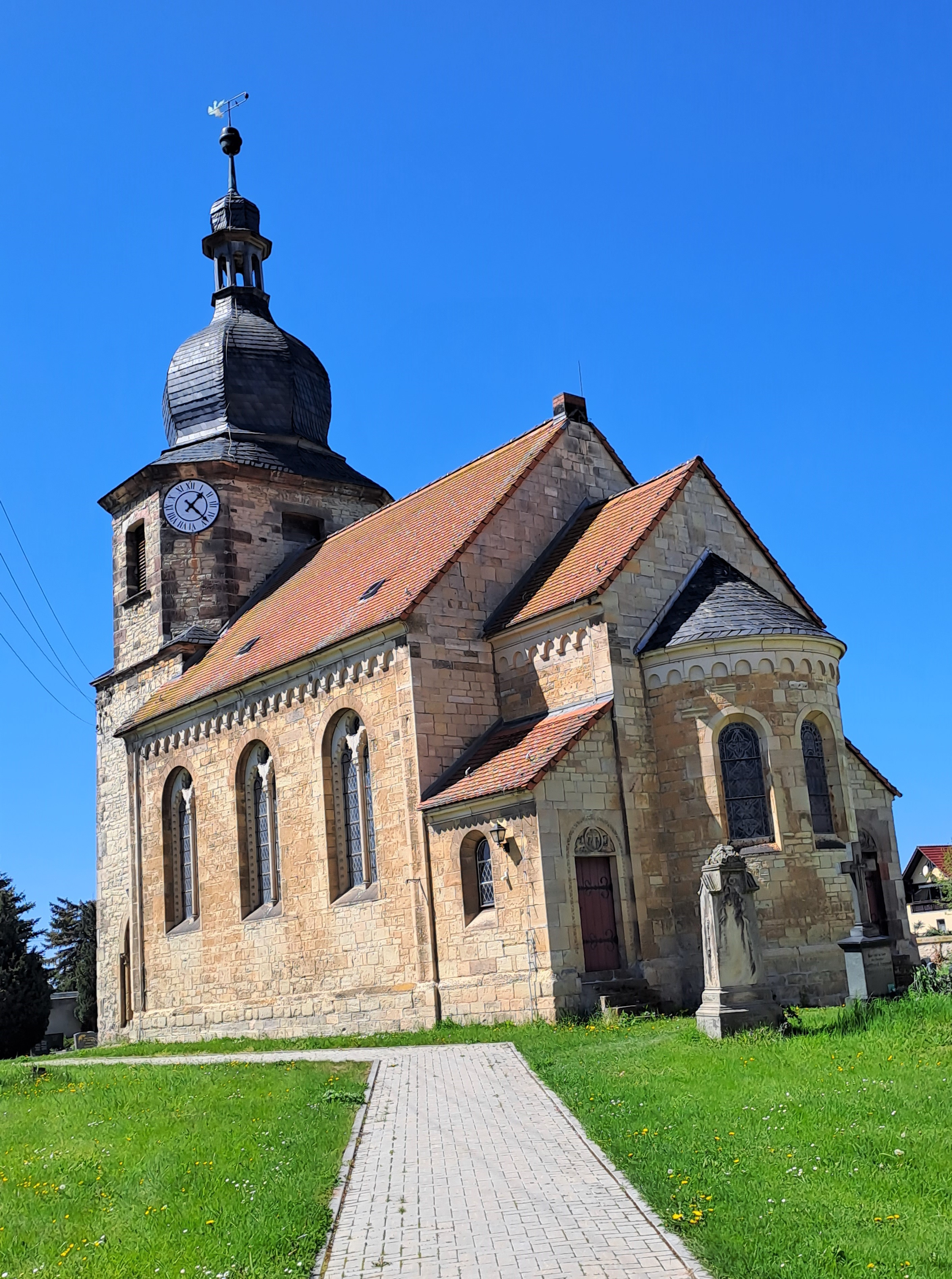
St. Pankratius in Dornstedt

St. Pankratius ist eine denkmalgeschützte evangelische Kirche im Ortsteil Dornstedt der Gemeinde Teutschenthal in Sachsen-Anhalt. Im örtlichen Denkmalverzeichnis ist sie unter der Erfassungsnummer 094 55622 als Baudenkmal verzeichnet.

## Beschreibung
Das unter dem Patronat des heiligen Pankratius stehende Sakralgebäude befindet sich in der Straße An der Kirche in Dornstedt. Das Gebäude vereint in sich den romanischen Baustil und den der Gründerzeit. Die Baustile lassen sich anhand der verwendeten Steine gut voneinander unterscheiden.
Der Turm steht auf quadratischem Grundriss und wird von einer oktogonalen Glockenstube mit schiefergedeckter welscher Haube bekrönt. Dieser Aufsatz wurde inschriftlich 1738 aufgesetzt. Das Kirchenschiff ist mit Chor und Apsis mehrfach gestaffelt gebaut. Seitlich am Chor sind zwei kleine Anbauten angefügt. Dieser neoromanische Neubau stammt aus dem Jahre 1883. Die Kanzel wurde aus dem Vorgängerbau ebenso übernommen wie das spätgotische Sakramentshäuschen.
Durch die Rundsäulen, die die Decke tragen, erhält das Innere einen dreischiffigen Eindruck. 

## Orgel
Die Orgel wurde 1883 von der Werkstatt Wilhelm Rühlmann (Zörbig) errichtet. Das Instrument besitzt 13 klingende Stimmen auf zwei Manualen und Pedal. Die Trakturen sind mechanisch; der Prospekt erinnert mit seinen drei Türmen an die Formen der Orgeln im Dom zu Halle.

## Glocken
Der stählerne Glockenstuhl im Turm trägt zwei Glocken an geraden Holzjochen, die elektrisch angetrieben werden. Der Glockenstuhl wurde um 1930 eingebaut, eine Glocke musste in den Weltkriegen abgegeben werden. 